# Леа Шпрунгер
Леа Шпрунгер  (Нион, 5. март 1990) је швајцарска атлетичарка, чија су специјалност спринтерске дисциплине и трка на 100 и 200 метара. Члан је швајцарске штафете 4 х 100 метара. На почетку каријера бавила се и трчањем нас средњим пругама, као и техничким дисциплинама, па се опробала и у седмобоју. Припада најбољој генерацији швајцарских спринтерки
Леа Шпрунгер студира менаџмет и комуникације у Женеви.
Највећи успех у досадашњој каријери је учешће на Олимпијским играма 2012. у Лондону, где је у трци на 200 метара била 30. (23,27), а са штафетом 4 х 100 метара, била 13. (43,54)
Леа има старију сестру Елен, која је такође атлетичарка (седмобојка ) и заједно су биле чланице швајцарске штафете 4 х 100 м на Олимпијским играма у Лондону и Светском првенству у Москви 2013.

## Лични рекорди
на отвореном
100 м — 11,70 (+0,4), Лозана, 23. август 2012.
200 м — 23,08 (0,0), Хелсинки, 29. јун 2012.
800 м — 2:23,94, Нови Сад, 26. јул 2009.
100 м препоне — 14,31 (0,0), Гецис, 28. мај 2011.
скок увис — 1,81, Ешфорд, 26. јул 2008
скок удаљ — 6,14 (+1,4), Ешфорд, 27. јул 2008
бацање кугле — 12,30, Гецис, 28. мај 2011.
бацање копља — 38,73, Сарагоса, 28. јун 2009.
седмобој — 5.651, Гецис, 29. мај 2011.
у дворани
200 м — 23,77, Маглинген, 17. фебруар 2013.
400 м — 53,81, Маглинген, 3. фебруар 2013.
800 м — 2:37,06, Санкт Гален, 19. фебруар 2012.
100 м препоне — 14,31, Санкт Гален, 19. фебруар 2012.
скок увис — 1,75, Санкт Гален, 19. фебруар 2012.
скок удаљ — 5,93, Санкт Гален, 19. фебруар 2012.
бацање кугле — 12,77, Санкт Гален, 19. фебруар 2012.
петобој — 4.047, Санкт Гален, 19. фебруар 2012.